# Cacequi

Localización del municipio de Cacequi.

Cacequi es un municipio brasilero del estado de Rio Grande do Sul.
Se encuentra ubicado a una latitud de 29º53'01" Sur y una longitud de 54º49'30" Oeste, estando a una altitud de 103 metros sobre el nivel del mar. Su población estimada para el año 2004 era de 15.043 habitantes.
Ocupa una superficie de 2360,5 km².
- Wikimedia Commons alberga una categoría multimedia sobre Cacequi.

- Datos: Q1757709
- Multimedia: Cacequi / Q1757709